# Alice Middleton Boring
Alice Middleton Boring (Filadelfia, Estados Unidos, 22 de febrero de 1883-Cambridge, Massachusetts, 18 de septiembre de 1955) fue una bióloga, zoóloga y herpetóloga estadounidense, que enseñó biología e investigó en los Estados Unidos y China. Gracias a ella se amplió el conocimiento de los anfibios y los reptiles de china en Occidente. 

## Biografía
Alice Middleton nació en 1883 en Filadelfia, en una familia que ya tenía interés por la ciencia, ya que su hermano menor, Edwin Garrigues Boring, iba a dirigir el laboratorio de la Universidad de Harvard. Estudió en el Bryn Mawr College, donde recibió su Bachelor of Arts en 1904 y su Ph.D. en 1910. En el Bryn Mawr estudió con Thomas Hunt Morgan, y fue supervisada por Nettie M. Stevens para su doctorado, y al terminar comenzó su carrera como citóloga y genetista. De 1910 a 1918 enseñó zoología en la Universidad de Maine.
En 1918, Boring se fue a China, donde enseñó biología en el Peking Union Medical College.
De 1923 a 1950, trabajó en la Universidad de Yenching. Durante la Segunda Guerra Mundial, después del ataque a Pearl Harbor, pasó un tiempo en un campo de internamiento en China, pero luego pudo regresar a Estados Unidos. Después de la guerra, regresó a China por unos años, pero pasó sus últimos años trabajando en el Smith College. Es una investigadora destaca por haber ampliado el conocimiento de los anfibios y reptiles chinos en Occidente.